# Pimpla sanguinipes
Pimpla sanguinipes är en stekelart som beskrevs av Cresson 1872. Pimpla sanguinipes ingår i släktet Pimpla och familjen brokparasitsteklar. Inga underarter finns listade i Catalogue of Life.